# Pierre Jean Treich des Farges
Pour les articles homonymes, voir Farges.
Pierre Jean Treich des Farges, né le 5 août 1754 à Meymac (Corrèze), mort le 27 juin 1821 à Meymac (Corrèze), est un général de brigade de la Révolution française.

## États de service
Après avoir été chirurgien de marine en 1779, avocat et notaire à Meymac, il est élu lieutenant-colonel en premier du 3e bataillon de volontaires de la Corrèze le 12 août 1792.
Affecté à l’armée du Rhin, il est promu général de brigade le 23 août 1793, avant de rejoindre l’armée des Pyrénées occidentales comme commandant de Tarbes le 1er septembre 1793. Le 17 janvier 1795, il commande provisoirement l’aile gauche de la 3e division, et le 13 juin 1795, il n’est pas inclus dans la réorganisation des états-majors de l’armée.
Il reprend du service le 9 septembre 1797, avant d’être mis en congé de réforme le 19 septembre suivant. Il est rappelé à l’armée des Alpes le 21 août 1799, et le 19 octobre 1799, il prend le commandement de la place de Marseille. Il est remis en congé de réforme le 13 janvier 1800, et il se retire à Meymac, où il ouvre un cabinet médical. Il est arrêté le 18 mai 1808, et en mars 1809, il est placé sous surveillance policière, sur les ordres de l’Empereur.
Il meurt le 27 juin 1821, à Meymac.

## Publications
- Adresse du sieur Treich-Desfarges, homme de loix, administrateur du district d'Ussel, a Messieurs les officiers municipaux de la ville de Meymac., 1790, disponible sur Internet Archive.
- À l'Assemblée nationale , Imprimerie nationale, Paris, 179-?, in octavo, 8 pages, lire en ligne sur Gallica, (BNF 37237547).
- À l'Assemblée nationale, Imprimerie nationale, Paris, 1791, in octavo, 4 pages, Réclamation au nom des notaires du district d'Ussel contre le décret du 29 septembre 1790 sur l'organisation du notariat, (BNF 31491867).
- La Morale démontrée par principes, sans le secours des opinions religieuses, imprimerie de Lagarrigue, Tarbes, An III (1794), in octavo, IV-70 pages, (BNF 31491870).
- Mémoire du citoyen Treich, général de brigade, sur la conspiration de Landau, imprimerie de Potier, Paris, 1794-1797, in octavo, pages 64-191, (BNF 31491869).
- Projet de distribution du milliard promis aux défenseurs de la patrie, imprimerie du Révélateur, Paris, 1797, in octavo, 3 pages, lire en ligne sur Gallica, (BNF 31491871).
- Aux électeurs du département de la Corrèze, pour l'an sept, Tulle, R. Chirac, An VII (1798), in quarto, 4 pages, Au sujet de la question suivante : « les électeurs scissionnaires feront-ils ou ne feront-ils pas partie du Corps électoral pour former le bureau définitif », (BNF 31491868).